# 2005 JQ179
2005 JQ179, também escrito como 2005 JQ179, é um objeto transnetuniano que está localizado no Cinturão de Kuiper, uma região do Sistema Solar. Este corpo celeste é classificado como um cubewano. Ele possui uma magnitude absoluta de 6,3 e tem um diâmetro estimado com 242 km.

## Descoberta
2005 JQ179 foi descoberto no dia 11 de maio de 2005 pelo astrônomo Marc W. Buie.

## Órbita
A órbita de 2005 JQ179 tem uma excentricidade de 0,031 e possui um semieixo maior de 42,632 UA. O seu periélio leva o mesmo a uma distância de 41,306 UA em relação ao Sol e seu afélio a 43,959 UA.